# 히다호소에역
히다호소에역(일본어: 飛騨細江駅)은 일본 기후현 히다시에 있는 도카이 여객철도 다카야마 본선의 역이다. 상대식 승강장 2면 2선의 구조를 가지는 지상역이자 무인역이다.

## 타는 곳
| 1 | ■ 다카야마 본선 | 하행 | 도야마 방면          |
| 2 | ■ 다카야마 본선 | 상행 | 다카야마 · 게로 방면 |

## 역 주변
- 국도 제41호선
- 국도 제471호선

## 인접 정차역
| 도카이 여객철도 다카야마 본선 | 도카이 여객철도 다카야마 본선 | 도카이 여객철도 다카야마 본선 |
| ----------------------------- | ----------------------------- | ----------------------------- |
| 스기사키 기후 방면            | ■ 다카야마 본선               | 쓰노가와 이노타니 방면        |